# شیخ زاهد گیلانی

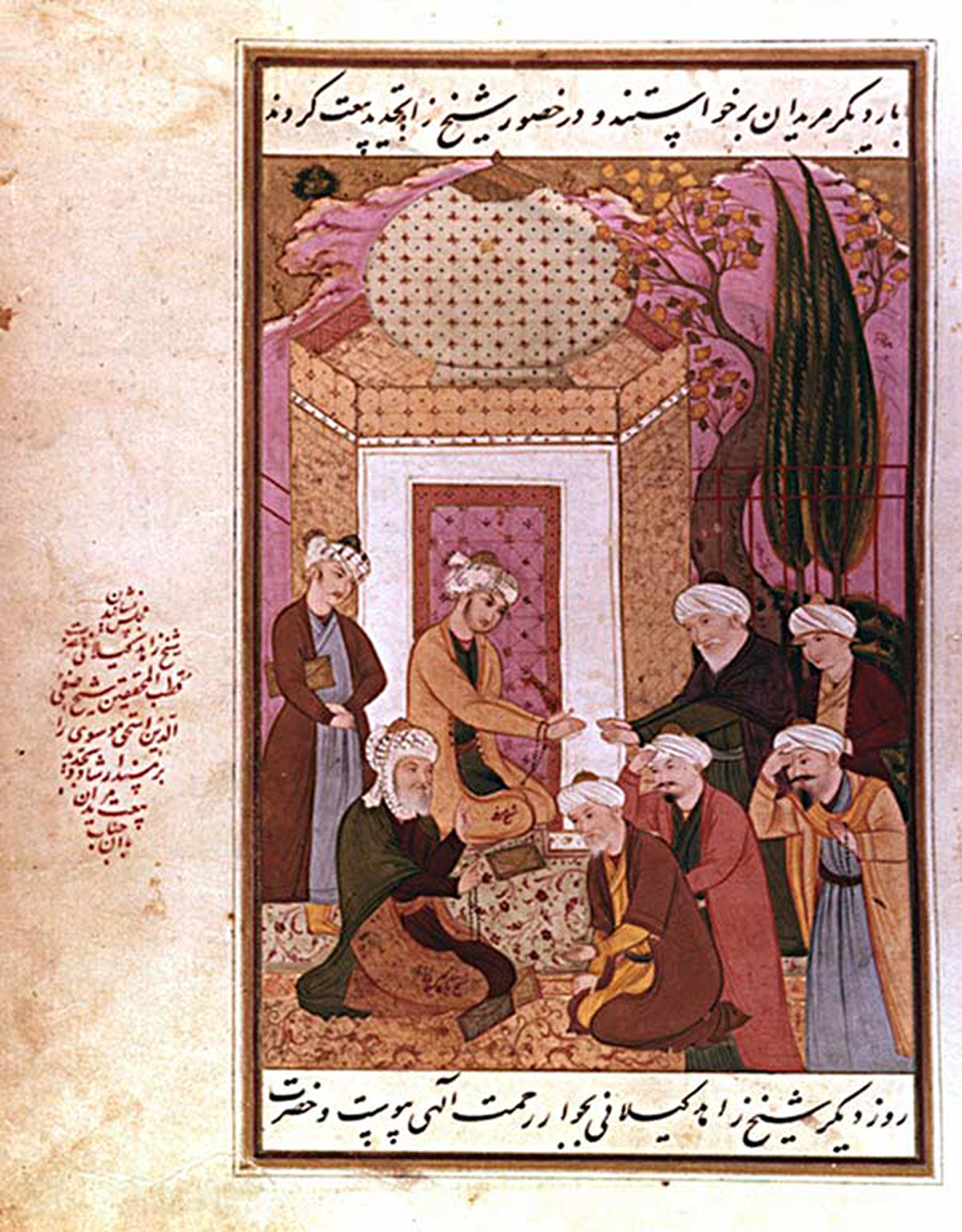
استاد بزرگ صوفی (مرشد کامل) شیخ زاهد گیلانی (۱۲۱۶–۱۳۰۱) داماد خود شیخ صفی‌الدین اردبیلی را به عنوان جانشین معنوی خود در ۱۳۰۱ تعیین کرد.

تاج‌الدین ابراهیم کردی سنجانی معروف به شیخ زاهد گیلانی (۶۱۵–۷۰۰ / ۱۲۱۸–۱۳۰۱) از صوفیان بزرگ ایران بود.

## زندگی
صفی‌الدین اردبیلی بنیانگذار دودمان صفوی ۲۵ سال نزد زاهد گیلانی گذرانید و دختر او را به همسری گرفت. زاهد، صفی‌الدین را به جانشینی خود در طریقت برگزید. پس از مرگ زاهد، و به روایتی در همان دوران زندگی وی، صفی‌الدین به اردبیل بازمی‌گردد و طریقتی به نام صفویه در آنجا بنیاد می‌گذارد. زاهد مرید شهاب الدین اهری است.

### طریقت
طریقت او به رهبران تصوف مانند ابونجیب سهروردی و حسن بصری می‌رسد.
شیخ زاهد صوفی نوگرایی بود. وی به تصوف در معنای جدیدی توجه داشت. وی بر این باور بود که تلاش‌های روزانه برای تأمین معاش خود و خانواده در حد جهاد در راه خدا باارزش است. شیخ زاهد توجه به خانواده و تشکیل خانواده را بااهمیت به‌شمار می‌آورد.

## مدفن

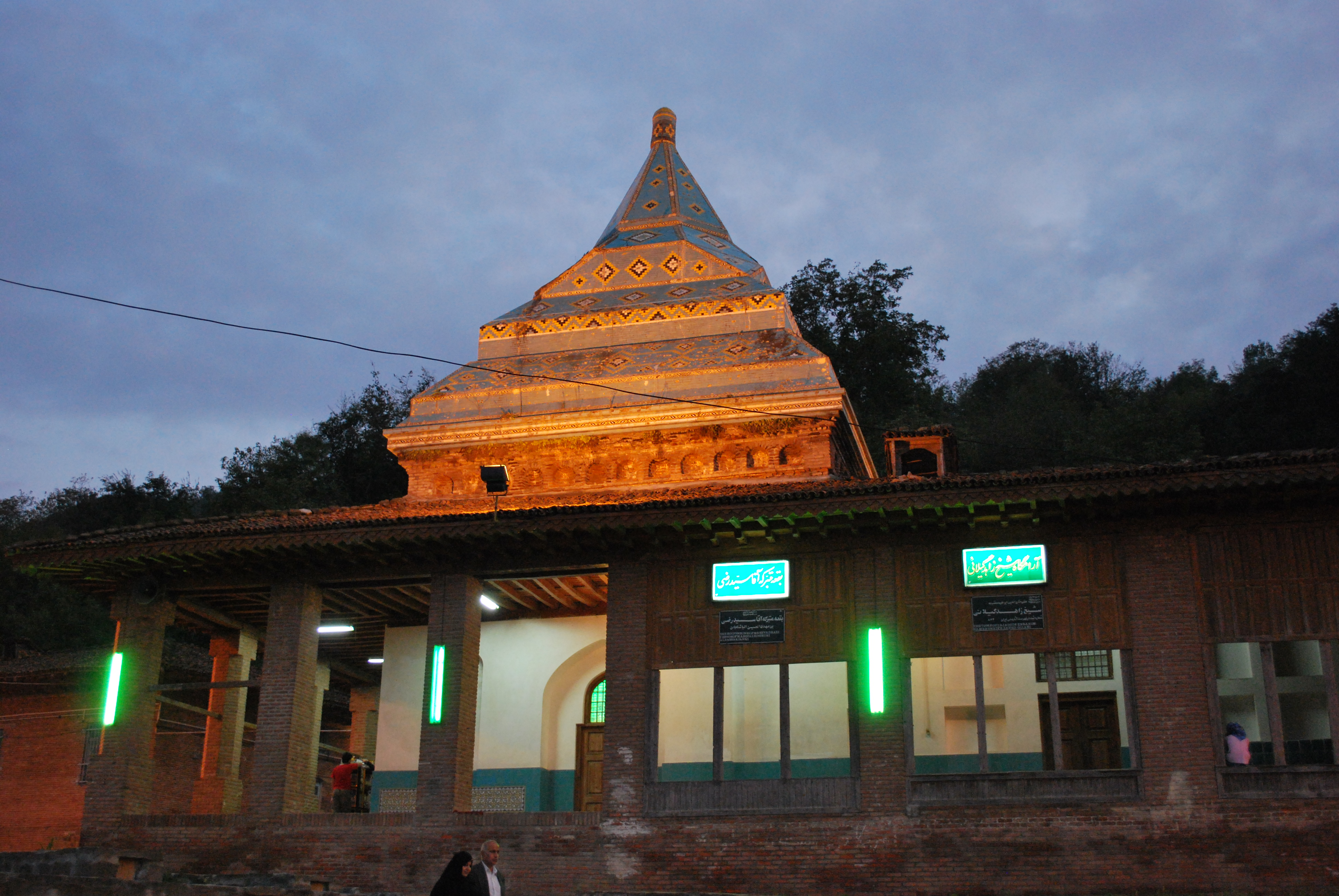
آرامگاه منتسب به شیخ زاهد لاهیجی در روستای شیخانبر واقع در نزدیکی شهر لاهیجان

در حال حاضر در جاده لنگرود به لاهیجان در ۳ کیلومتری لاهیجان، در روستایی به نام شیخانبر بقعه‌ای وجود دارد که به عنوان آرامگاه شیخ زاهد گیلانی شناخته می‌شود.
با این حال پژوهشگران نظرات متفاوتی درخصوص محل دفن شیخ زاهد ارائه داده‌اند. احمد موسوی مزار شیخ زاهد را بر اساس نوشته‌های صفوةالصفا حوالی روستای سیاهورود در ۱۳ کیلومتری فومن می‌داند و اضافه می‌کند در آنجا بنای ساده‌ای وجود دارد که به شیخ (پیر) زاهد منسوب است. هرچند به علت ارادت مردم به این شخصیت، بقعه‌های دیگری نیز در سایر آبادی‌های گیلان وجود دارد که به او منسوب است. عباسقلی غفاری‌فرد با بررسی متونی همچون صفوه‌الصفا، تاریخ حزین اثر حزین لاهیجی و روضه‌الصفویه بر این باور است که مکان‌هایی که این منابع از آن نام می‌برده‌اند، امروز در جمهوری آذربایجان قرار دارند. وی بر اساس بررسی‌های میدانی روستای ساحلی سیاه‌ور واقع در شهرستان لنکران را محل اولیه دفن شیخ زاهد می‌داند که پس از چندین سال پیکر شیخ زاهد از آن‌جا به روستای شیخ‌کران در دو کیلومتری روستای اول، منتقل می‌گردد و هم‌اکنون نیز آرامگاهی با نام شیخ زاهد در آن روستا قرار دارد.

## کتاب دربارهٔ او
از نویسندگان نامدار ایران، سعید نفیسی، کتابی دربارهٔ وی نوشته به نام «زاهد گیلانی».

## بازماندگان
نوادگان شیخ زاهد در طول تاریخ با نام «زاهدی» شهرت داشتند. در کتاب سلسله النسب الصفویه که در روزگار شاه سلیمان صفوی تألیف شده‌است، شرحی از بازماندگان شیخ زاهد ارائه شده‌است. مؤلف این کتاب، شیخ حسین پیرزاده زاهدی خود از نوادگان شیخ زاهد بوده‌است. به نوشته او فرزندان شیخ زاهد به شرح زیر بوده‌اند:
- شیخ جمال‌الدین که از همسر اول شیخ زاهد بود. چون شیخ زاهد در بستر مرگ افتاد، بسیاری منتظر بودند تا او شیخ جمال‌الدین را که در آن زمان مردی نسبتاً سالخورده بود به جانشینی خود معرفی کند. پس از فوت شیخ زاهد، شیخ جمال‌الدین مجاور آرامگاه او شد و نوادگان او تا زمان تألیف کتاب سلسله النسب الصفویه همچنان مجاور آنجا بوده‌اند.[۵] تبار حزین لاهیجی، از عالمان اصفهان در اواخر صفوی و افشاریان و زندیه با ۱۵ نسل به شیخ جمال‌الدین می‌رسد.[۶]

شیخ زاهد در هفتاد سالگی با دختر یکی از مریدانش به نام اخی‌سلیمان کلخورانی ازدواج کرد و از او صاحب یک پسر و یک دختر شد:
- بی‌بی‌فاطمه، همسر شیخ صفی‌الدین اردبیلی و مادر شیخ صدرالدین موسی
- شیخ شمس‌الدین، نوادگان او از زمان شاه عباس اول به تولیت آرامگاه شیخ صفی‌الدین اردبیلی اشتغال داشتند و شیخ حسین مؤلف سلسله النسب الصفویه نیز از همین دودمان بوده‌است.[۵]

همچنین، افراد زیر را نیز از نوادگان شیخ زاهد دانسته‌اند:
- منابعی چون آتشکده آذر، رستم‌التواریخ و خاطرات سردار ظفر (احتمالا به پیروی از دو منبع قبل از خود) خوانین حاکم بر ایل بختیاری (ایلخانان بختیاری) را از زمان شاه تهماسب اول صفوی تا زمان عادل شاه افشار از نسل زاهد گیلانی به‌شمار می‌آورند.[۷][۸][۹][۱۰]
- میرزا احمد تنکابنی (حکیم‌باشی) پزشک فتحعلی شاه قاجار نیز نسب به زاهد گیلانی می‌رسانده‌است. شمایل او، به قولی، در یکی از تالارهای کاخ گلستان آویزان است. نوادگان و وابستگان میرزا احمد در دوران معاصر نام خانوادگی زاهدی را انتخاب کردند. فضل‌الله زاهدی از این خانواده بود.[۱۱]